# Chikkagoppenahalli, Bhadravati
Chikkagoppenahalli là một làng thuộc tehsil Bhadravati, huyện Shimoga, bang Karnataka, Ấn Độ.